# Internationaler Demokratiepreis Bonn
Der Internationale Demokratiepreis Bonn ist eine mit 10.000 Euro dotierte Auszeichnung des Vereins Internationaler Demokratiepreis Bonn e.V. Mit dem Preis werden seit 2009 natürliche und juristische Personen ausgezeichnet, die sich um die Demokratisierung und Menschenrechte in ihrem Land in herausragender Weise verdient gemacht haben.

## Trägerverein
Ausgelobt wird der Preis vom gleichnamigen Verein Internationaler Demokratiepreis Bonn. Gegründet wurde der Verein 2007; Gründungsmitglieder waren die Alexander-Koenig-Gesellschaft, die Sparkasse KölnBonn, die Volksbank Bonn Rhein-Sieg e. G. und die Deutsche Welle. Zwischenzeitlich gehört auch der Verlag des Bonner General-Anzeigers zum Unterstützerkreis. Aktuelle Vorstandsvorsitzender ist seit Juli 2024 Dorothee Dzwonnek. Stellv. Vorsitzender ist Jürgen Nimptsch. Den Vorsitz des Kuratoriums hat die Bonner Oberbürgermeisterin Katja Dörner inne.

## Preisträger
- 2009: Václav Havel
- 2010: Shirin Ebadi
- 2012: Yadh Ben Achour[1]
- 2014: Reporter ohne Grenzen
- 2016: Federica Mogherini
- 2018: Leymah Gbowee
- 2019: Małgorzata Gersdorf

## Jugenddemokratiepreis
In Zusammenarbeit mit dem Verein Internationaler Demokratiepreis Bonn vergibt die Bundeszentrale für politische Bildung den mit 3000 € dotierten Jugenddemokratiepreis. Damit werden seit 2009 jährlich Projekte für oder von jungen Menschen ausgezeichnet, die sich in herausragender Weise für Demokratie oder die Demokratisierung in Europa einsetzen. Eine 12-köpfige Jugendjury entscheidet über den Preisträger. Bisher wurden ausgezeichnet:
- 2009: „Jaunime, Rinkis Rimtai!“ („Youth, Vote Smart!“), ein litauisches Projekt, um junge Leute zu animieren, wählen zu gehen.
- 2010: „Balkan, let's get up“, ein Projekt zur Förderung der Verständigung junger Menschen mit ihren Nachbarn auf dem Balkan.
- 2012: transeuropa (Festival)[2]
- 2014: Youth Changemaker City Solingen, Liebe bekennt Farbe! und RAPutationTV[3]
- 2015: Queer durch Deutschland, Learn Before You Vote und Das dreibeinige Sofa[4]
- 2016: Ali Can für Interkulturelles Streetwork[5]
- 2018: Jugendkongress + Jugendkreativfestival MV[6]
- 2019: Mittweida wählt Europa[7]
- 2020: Fem-Pop und The Phoenix Daily[8]
- 2021: Dare2Care und Keine Schule ohne Feminismus, Sonderpreis "Wahlen": Jung & Politisch[9]
- 2022: JUST Versmold und Youth Lead the Change e.V.[10]